# Montanhas Virunga
As montanhas Virunga são uma cadeia de vulcões na África oriental, localizada ao longo da fronteira entre Ruanda, República Democrática do Congo e Uganda. A cordilheira é um braço da falha Albertina, parte do grande Grande Vale do Rifte. Estão situadas entre os lagos Eduardo e Kivu.
A cordilheira é constituída de oito vulcões maiores que, em sua maioria, já não estão ativos. As exceções são o monte Nyiragongo (3462 metros) e o monte Nyamuragira (3063 metros), na República Democrática do Congo. As últimas erupções ocorridas nestes dois vulcões foram em 2002. O monte Karisimbi (4507 metros) é o mais alto. O monte mais extenso é o Sabyinyo (3634 metros), e que marca a tríplice fronteira entre os países da região.
As montanhas Virunga são o habitat do gorila da montanha, que se encontra em grave perigo e consta na lista vermelha IUCN de espécies em perigo devido a fatores como a perda de seu habitat, a caça indiscriminada, doenças humanas e guerras. O Centro de Investigação Karisoke, fundado por Dian Fossey para a observação dos gorilas em seu estado natural, está localizado entre os montes Karisimbi e Visoke.

## Parques nacionais
- República Democrática do Congo: Parque Nacional de Virunga: República Democrática do Congo.
- Ruanda: Parque Nacional dos Vulcões: Ruanda.
- Uganda: Parque Nacional do Gorila Mgahinga: Uganda.

## Montanhas em Virunga
- República Democrática do Congo: Montes Nyamuragira, Nyiragongo, Mikeno.
- Ruanda: Montes Gahinga, Karisimbi, Munavura, Sabyinyo, Visoke.

## Na ficção
A novela de Michael Crichton Congo é ambientada principalmente na região de Virunga.